# Червонное (Белогорский район)
Черво́нное (до 1948 года Найма́н; укр. Червоне, крымскотат. Nayman, Найман) — исчезнувшее село в Белогорском районе Республики Крым (согласно административно-территориальному делению Украины — Автономной Республики Крым), включённое в состав Зеленогорского. Сейчас юго-западная часть села.

## История
Первое документальное упоминание села встречается в Камеральном Описании Крыма 1784 года, судя по которому, в последний период Крымского ханства в Аргынский кадылык Карасьбазарского каймаканства входили 3 деревни Найман: Ашага, Ени и Юкары Найманы. Были это разные поселения, или приходы одного, не установлено. После присоединения Крыма к России (8) 19 апреля 1783 года, (8) 19 февраля 1784 года, именным указом Екатерины II сенату, на территории бывшего Крымского Ханства была образована Таврическая область и деревня была приписана к Симферопольскому уезду. После Павловских реформ, с 1796 по 1802 год, входила в Акмечетский уезд Новороссийской губернии. По новому административному делению, после создания 8 (20) октября 1802 года Таврической губернии, Найман был включён в состав Аргинской волости Симферопольского уезда.
В Ведомости о всех селениях в Симферопольском уезде состоящих с показанием в которой волости сколько числом дворов и душ… от 9 октября 1805 года в Аргинской волости Симферопольского уезда записана одна деревня Ашага-Найман, в которой числилось 18 дворов и 132 жителя, исключительно крымских татар. На военно-топографической карте генерал-майора Мухина 1817 года обозначены 2 деревни: Найман с 25 дворами и Тобек-Найман с 24 дворами. После реформы волостного деления 1829 года Найман, согласно «Ведомости о казённых волостях Таврической губернии 1829 года», остался в составе преобразованной Аргинской волости. На карте 1836 года в деревне 36 дворов, как и на карте 1842 года.
В 1860-х годах, после земской реформы Александра II, деревню приписали к Зуйской волости, в которой состояла до советских реформ 1920-х годов. В «Списке населённых мест Таврической губернии по сведениям 1864 года», составленном по результатам VIII ревизии 1864 года, Найман — владельческая татарская деревня с 8 дворами, 43 жителями и мечетью при речке Сары-Су (на трёхверстовой карте Шуберта 1865—1876 года в деревне Найман обозначено 6 дворов). В «Памятной книге Таврической губернии 1889 года» по результатам Х ревизии 1887 года записан Найман с 26 дворами и 148 жителями.
После земской реформы 1890-х годов деревня осталась в составе преобразованной Зуйской волости. Согласно «…Памятной книжке Таврической губернии на 1892 год», в деревне Найман, входившей в Аргинское сельское общество, было 38 жителей в 7 домохозяйствах, все безземельные. По «…Памятной книжке Таврической губернии на 1902 год» в деревне Нейман, входившей в Аргинское сельское общество, числилось 40 жителей в 7 домохозяйствах. По Статистическому справочнику Таврической губернии. Ч.II-я. Статистический очерк, выпуск шестой Симферопольский уезд, 1915 год, в деревне и имении Серебряковых «Эфендикой и Найман» Зуйской волости Симферопольского уезда числилось 14 дворов со смешанным населением в количестве 89 человек приписных жителей, из которых 43 мужчины и 46 женщин. Жители владели 1640 десятинами удобной земли. В хозяйствах имелось 232 лошади, 178 волов, 37 коров и 305 голов мелкого скота.
При установления в Крыму Советской власти, по постановлению Крымревкома от 8 января 1921 года была упразднена волостная система. Село вошло в состав вновь созданного Карасубазарского района Симферопольского уезда, а в 1922 году уезды получили название округов. 11 октября 1923 года, согласно постановлению ВЦИК, в административное деление Крымской АССР были внесены изменения, в результате которых округа ликвидировались, Карасубазарский район стал самостоятельной административной единицей и село включили в его состав. Согласно Списку населённых пунктов Крымской АССР по Всесоюзной переписи 17 декабря 1926 года, в селе Найман, Эфендикойского сельсовета Карасубазарского района, числилось 18 дворов, все крестьянские, население составляло 88 человек, из них 64 русских, 22 немца и 2 украинца. Вскоре после начала Великой Отечественной войны, 18 августа 1941 года крымские немцы были выселены, сначала в Ставропольский край, а затем в Сибирь и северный Казахстан.
В 1944 году, после освобождения Крыма от нацистов, 12 августа 1944 года было принято постановление № ГОКО-6372с «О переселении колхозников в районы Крыма», в исполнение которого в район завезли переселенцев: 6000 человек из Тамбовской и 2100 — Курской областей, а в начале 1950-х годов последовала вторая волна переселенцев из различных областей Украины. С 25 июня 1946 года Найман в составе Крымской области РСФСР. Указом Президиума Верховного Совета РСФСР от 18 мая 1948 года, Найман переименовали в Червонное, а в 1953 году, после объединения с селом Грушевка, образованный населённый пункт стал селом Зеленогорским.

### Динамика численности населения
| - 1805 год — 132 чел. - 1864 год — 43 чел. - 1889 год — 148 чел. - 1892 год — 38 чел. | - 1902 год — 40 чел. - 1915 год — 89 чел. - 1926 год — 88 чел. |